# Neptis infusa
Neptis infusa är en fjärilsart som beskrevs av Birket-smith 1960. Neptis infusa ingår i släktet Neptis och familjen praktfjärilar. Inga underarter finns listade i Catalogue of Life.